# Snooker-Saison 1988/89
Zur Snooker-Saison 1988/1989 gehörten acht Snooker-Profiturniere mit Einfluss auf die Snookerweltrangliste sowie einer Reihe weiterer Turniere, die zwischen September 1988 und dem WM-Finale am 1. Mai 1989 ausgetragen wurden.

## Saisonergebnisse
Die folgende Tabelle zeigt die Saisonergebnisse. Wenn lediglich der Monat hier vermerkt ist, ist das genaue Datum unbekannt.
| Datum                              | Turnier                                 | Austragungsort  | Art                   | Sieger         | Finalgegner          | Ergebnis |
| Juli 1988                          | New Zealand Masters                     | Wellington      | Non-Ranking           | Stephen Hendry | Mike Hallett         | 6:1      |
| 3. bis 7. August 1988              | Hong Kong Masters                       | Hongkong        | Einladungsturnier     | Jimmy White    | Neal Foulds          | 6:3      |
| 25. August bis 16. September 1988  | International Open                      | Stoke-on-Trent  | Weltranglistenturnier | Steve Davis    | Jimmy White          | 12:6     |
| September 1988                     | Canadian Professional Championship      | Toronto         | Non-Ranking           | Alain Robidoux | Jim Wych             | 8:4      |
| September 1988                     | Australian Professional Championship    | Sydney          | Non-Ranking           | John Campbell  | Robby Foldvari       | 9:7      |
| September 1988                     | WPBSA Non-Ranking – Event 1             | Glasgow         | Non-Ranking           | Gary Wilkinson | Alex Higgins         | 5:4      |
| 1. September 1988 bis 23. Mai 1989 | London Masters                          | London          | Einladungsturnier     | Stephen Hendry | John Parrott         | 4:2      |
| 26. bis 29. September 1988         | Dubai Masters                           | Dubai           | Einladungsturnier     | Neal Foulds    | Steve Davis          | 5:4      |
| Oktober 1988                       | Matchroom Professional Championship     | Southend-on-Sea | Einladungsturnier     | Steve Davis    | Dennis Taylor        | 10:7     |
| Oktober 1988                       | Fosters Professional                    | Dublin          | Einladungsturnier     | Mike Hallett   | Stephen Hendry       | 8:5      |
| 10. bis 23. Oktober 1988           | Grand Prix                              | Reading         | Weltranglistenturnier | Steve Davis    | Alex Higgins         | 10:6     |
| 26. Oktober bis 5. November 1988   | Canadian Masters                        | Toronto         | Weltranglistenturnier | Jimmy White    | Steve Davis          | 9:4      |
| November 1988                      | WPBSA Non-Ranking – Event 2             | Brixham         | Non-Ranking           | Paddy Browne   | Peter Francisco      | 5:1      |
| 11. bis 27. November 1988          | UK Championship                         | Preston         | Weltranglistenturnier | Doug Mountjoy  | Stephen Hendry       | 16:12    |
| Dezember 1988                      | WPBSA Non-Ranking – Event 3             | Leeds           | Non-Ranking           | David Taylor   | Steve Meakin         | 9:1      |
| 2. bis 10. Dezember 1988           | World Matchplay                         | Brentwood       | Einladungsturnier     | Steve Davis    | John Parrott         | 9:5      |
| 17. und 18. Dezember 1988          | Norwich Union Grand Prix 1988           | verschieden     | Einladungsturnier     | Steve Davis    | Jimmy White          | 5:4      |
| Januar 1989                        | Welsh Professional Championship         | Newport         | Non-Ranking           | Doug Mountjoy  | Terry Griffiths      | 9:6      |
| Januar 1989                        | South African Professional Championship | Johannesburg    | Non-Ranking           | Perrie Mans    | Robbie Grace         | 8:5      |
| 1. bis 15. Januar 1989             | Classic                                 | Blackpool       | Weltranglistenturnier | Doug Mountjoy  | Wayne Jones          | 13:11    |
| 1. Januar bis 14. Mai 1989         | Matchroom League                        | verschieden     | Liga                  | Steve Davis 1  | John Parrott 1       | 5:3 1    |
| 21. bis 29. Januar 1989            | Masters                                 | London          | Einladungsturnier     | Stephen Hendry | John Parrott         | 9:6      |
| 30. Januar bis 11. Februar 1989    | European Open                           | Deauville       | Weltranglistenturnier | John Parrott   | Terry Griffiths      | 10:9     |
| Februar 1989                       | English Professional Championship       | Bristol         | Non-Ranking           | Mike Hallett   | John Parrott         | 9:7      |
| Februar 1989                       | Scottish Professional Championship      | Edinburgh       | Non-Ranking           | John Rea       | Murdo MacLeod        | 9:7      |
| Februar 1989                       | Irish Professional Championship         | Antrim          | Non-Ranking           | Alex Higgins   | Jack McLaughlin      | 9:7      |
| Februar bis 5. März 1989           | British Open                            | Derby           | Weltranglistenturnier | Tony Meo       | Dean Reynolds        | 13:6     |
| März 1989                          | Irish Masters                           | Kill            | Einladungsturnier     | Alex Higgins   | Stephen Hendry       | 9:8      |
| 14. bis 19. März 1989              | World Cup                               | Bournemouth     | Einladungsturnier     | Team England   | Team „Rest der Welt“ | 9:8      |
| 15. April bis 1. Mai 1989          | Snookerweltmeisterschaft                | Sheffield       | Weltranglistenturnier | Steve Davis    | John Parrott         | 18:3     |
| Juni 1989                          | Pontins Professional                    | Prestatyn       | Non-Ranking           | Darren Morgan  | Tony Drago           | 9:2      |

## Qualifikationsturniere
| Datum               | Turnier                           | Austragungsort | Sieger              | Finalist               | Ergebnis    |
| ------------------- | --------------------------------- | -------------- | ------------------- | ---------------------- | ----------- |
| Oktober 1986        | WPBSA Pro Ticket Series – Event 1 | Prestatyn      | Tony Wilson         | Craig Edwards          | 5:4         |
| Mai 1987            | WPBSA Pro Ticket Series – Event 2 | Puckpool       | Nick Terry          | Darren Morgan          | 5:3         |
| Mai/Juni 1987       | WPBSA Pro Ticket Series – Event 3 | Burnham-on-Sea | Steve Ventham       | Steve Campbell         | 5:4         |
| September 1987      | WPBSA Pro Ticket Series – Event 4 | Prestatyn      | Nick Terry          | Mark Johnston-Allen    | 5:4         |
| 22. – 27. März 1988 | Professional Play-offs            | Preston        | Sieger der 1. Runde | Verlierer der 1. Runde | verschieden |

## Weltrangliste
Die Snookerweltrangliste wird nur nach jeder vollen Saison aktualisiert und berücksichtigt die Leistung der vergangenen zwei Saisons. Die folgende Tabelle zeigt die 32 besten Spieler der Weltrangliste der Saison 1988/89; beruht also auf den Ergebnissen der Saisons 86/87 und 87/88. In den Klammern wird jeweils die Vorjahresplatzierung angegeben.
| Platz 1 – 8 | Platz 1 – 8         | Platz 9 – 16 | Platz 9 – 16           | Platz 17 – 24 | Platz 17 – 24       | Platz 25 – 32 | Platz 25 – 32        |
| ----------- | ------------------- | ------------ | ---------------------- | ------------- | ------------------- | ------------- | -------------------- |
| 1           | Steve Davis (1)     | 9            | Mike Hallett (16)      | 17            | Alex Higgins (9)    | 25            | Steve Newbury (??)   |
| 2           | Jimmy White (2)     | 10           | Dennis Taylor (8)      | 18            | Rex Williams (12)   | 26            | Barry West (29)      |
| 3           | Neal Foulds (3)     | 11           | Joe Johnson (5)        | 19            | Eddie Charlton (26) | 27            | John Spencer (28)    |
| 4           | Stephen Hendry (23) | 12           | Silvino Francisco (10) | 20            | Tony Drago (32)     | 28            | David Taylor (25)    |
| 5           | Terry Griffiths (6) | 13           | Willie Thorne (11)     | 21            | Eugene Hughes (24)  | 29            | Bob Chaperon (??)    |
| 6           | Cliff Thorburn (4)  | 14           | Peter Francisco (18)   | 22            | Dean Reynolds (15)  | 30            | Steve Longworth (31) |
| 7           | John Parrott (13)   | 15           | John Virgo (19)        | 23            | Dene O’Kane (??)    | 31            | Tony Meo (20)        |
| 8           | Tony Knowles (7)    | 16           | Cliff Wilson (17)      | 24            | Doug Mountjoy (14)  | 32            | Steve James (??)     |